# Discografia di Luke Bryan
Discografia del cantante statunitense Luke Bryan, in attività dal 2005.

## Album in studio
- I'll Stay Me (2007)
- Doin' My Thing (2009)
- Tailgates & Tanlines (2011)
- Crash My Party (2013)

## Raccolte
- Spring Break... Here to Party (2013)
- 4 Album Collection (2013)

## EP
- Luke Bryan EP (2005)
- Spring Break with (2005)
- Spring Break 2...Hangover Edition (2005)
- Spring Break 3...It's a Shore Thing (2005)
- Spring Break 4...Suntan City (2005)
- Spring Break 6... Like We Ain't Ever (2014)
- Spring Break...Checkin' Out (2015)

## Singoli
- All My Friends Say (2007)
- We Rode in Trucks (2007)
- Country Man (2008)
- Do I (2009)
- Rain Is a Good Thing (2010)
- Someone Else Calling You Baby (2010)
- Country Girl (Shake It for Me) (2011)
- I Don't Want This Night to End (2011)
- Drunk on You (2012)
- Kiss Tomorrow Goodbye (2012)
- Crash My Party (2013)
- That's My Kind of Night (2013)
- Drink a Beer (2013)
- Play It Again (2014)
- Roller Coaster (2014)
- I See You (2014)